# Яшар, Севджан
Севджа́н Яша́р (тур. Sevcan Yaşar; род. 8 февраля 1990, Измир) — турецкая актриса

 кино и телевидения, и фотомодель.

## Биография и карьера
Севджан Яшар родилась 8 февраля 1990 года в Измире (Турция). Она изучала биологию в Эгейском университете до того, как переехать в Стамбул. Позже изучала театральное искусство в Университете Едитепе.
Яшар стала 23-й победительницей конкурса «Мисс-модель Турции», а также заняла первое место на конкурсе «Мисс-модель мира», проходившем в Китае. С 2012 года она снимается в фильмах и телесериалах.
В ноябре 2022 года Яшар вышла замуж за композитора Ирселя Чивита.

## Фильмография
| Год       |   | Русское название                    | Оригинальное название         | Роль          |
| --------- | - | ----------------------------------- | ----------------------------- | ------------- |
| 2012—2013 | с | Потерянный город                    | Kayıp Şehir                   |               |
| 2013      | с | Каждый брак заслуживает второй шанс | Böyle Bitmesin                | Севда         |
| 2015      | с | Пусть это останется между нами      | Aramızda Kalsın               | Нехир         |
| 2015—2019 | с | Мафия не может править миром        | Eşkıya Dünyaya Hükümdar Olmaz | Эсра Боран    |
| 2018      | ф | Два хороших мальчика                | İki İyi Çocuk                 | Дефне         |
| 2018      | с | Бахтияр Ольмез                      | Bahtiyar Ölmez                | Нисан         |
| 2018—2019 | с | Ранняя пташка                       | Erkenci Kuş                   | Айлин Юкселен |
| 2019      | ф | Интрига                             | Dalavere                      |               |
| 2020      | с | Постучись в мою дверь               | Sen Çal Kapımı                | Севда         |
| 2021      | с | Всё о браке                         | Evlilik Hakkında Her Şey      | Нейран Челик  |
| 2022      | ф | Игра ограбления: большой успех      | Soygun Oyunu: Büyük Vurgun    | Нехир Лалик   |
| 2022      | с | Братья-контейнеры: Свалка           | Konteynir Brothers: Hurdalik  | Севджан       |
| 2022      | ф | О, будь братом                      | Ah Be Birader                 | Букет         |